# Adam Hložek
Adam Hložek (Ivančice, 25 de julho de 2002) é um jogador de futebol profissional tcheco que atua como atacante no Hoffenheim e na seleção da República Tcheca.

## Carreira

### Sparta Praga
Hložek tinha 12 anos quando foi transferido do clube de sua cidade natal Ivančice para o Sparta Praga junto com seu irmão mais velho Daniel, que tinha 16 anos na época.
Quatro anos depois, em 2 de outubro de 2018, ele fez sua estreia no time principal em uma partida da Copa da República Tcheca entrando no segundo tempo, marcando o gol final em uma vitória por 4–1 fora de casa. Hložek fez sua estreia na liga pelo Sparta Praga em 10 de novembro em uma vitória por 3–1 contra o Karviná aos 16 anos, três meses e 16 dias - tornando-se o jogador mais jovem do Sparta a atuar em uma partida da liga até então. Hložek terminou o campeonato tcheco como artilheiro com 15 gols, mesmo que tenha perdido quatro meses da temporada devido a lesão.

### Bayer Leverkusen
Em 2 de junho de 2022, Hložek foi transferido para o Bayer Leverkusen, da Alemanha, assinando um contrato de cinco anos e ganhando o número 23 em sua camisa. Estreou em 30 de julho de 2022, marcando em um chute de fora da área contra o Elversberg. Hložek jogou na final da Liga Europa de 2023–24, na derrota por 3–0 para a Atalanta.

### Hoffenheim
Em 17 de agosto de 2024, Hložek assinou um contrato com o Hoffenheim, também da Alemanha. Estreou na derrota para o Union Berlin por 2–1, em 21 de setembro. Marcou pela primeira vez oito dias depois, na derrota em casa por 4–3 para o Werder Bremen.

### Carreira internacional
Em 4 de setembro de 2020, Hložek estreou pela seleção principal tcheca em uma partida da Liga das Nações da UEFA contra a Eslováquia.
Em maio de 2021, Hložek foi convocado pela República Tcheca para a edição remarcada da Eurocopa de 2020. Ele marcou seu primeiro gol pela seleção em outubro de 2021 na vitória por 2–0 nas eliminatórias da Copa do Mundo contra a Bielorrússia.

## Títulos
Sparta Praga
- Copa da República Tcheca: 2019–20

Bayer Leverkusen
- Bundesliga: 2023–24
- Copa da Alemanha: 2023–24

Individual
- Talento Tcheco do Ano: 2019[14]
- Artilheiro do Campeonato Tcheco: 2020–21[6]
- Jogador da Temporada do Campeonato Tcheco pela Torcida: 2019–20, 2021–22[15]